# 小國神社
小國神社（日语：／ Okuni-jinja */?）是一座位於日本静岡縣周智郡森町一宮的神社，社格是式內小社、遠江國一宮、國幣小社和別表神社，主祭神是大己貴命，神宮寺是天台宗蓮華寺、蓮增院、密嚴院、直心寺、瀧唱院、行事坊和龍光院，本地佛是大日如來，氏子數目在1933年8月時是551戶。神社本殿、社藏「木造左大臣右大臣像」、《小國神社紀錄》、經塚出土經筒和古鏡、《長歌言葉珠衣》和巫女舞（神子舞）是森町指定文化財。

## 歷史

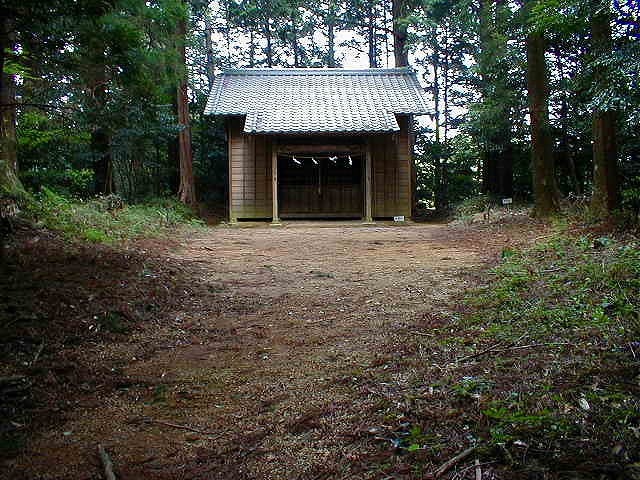
本宮山奧磐戶神社，小國神社的舊址

根據由神主小國重玄在延寶8年4月6日（1680年5月4日）撰寫的《遠州周智郡一宮紀錄》記載，大己貴命在欽明天皇16年或18年2月18日（555年3月26日或557年4月2日）現身於本宮山，神社官方採取欽明天皇16年的說法，《日本歷史地名大系》則認為是欽明天皇18年。根據《古事類苑》引述《遠江國風土記傳》記載，天皇得知此事後派遣敕使前往本宮山以南約100町（約10.91公里）的宮代村興建新宮，大寶元年（701年）春天某月18日，神社獲文武天皇賜敕幣，並且授予舞樂十二段，其後每年2月18日均奉敕幣，並且舉行神事和舞樂，神社官方則稱是距離山麓約六公里處，《日本大百科全書》則主張是在大寶元年得到神諭後才遷移。關於神社名稱方面，根據神主鈴木重勝在慶長8年（1603年）撰寫，收錄於《大場家文書》內的《遠江一宮社紀錄》記載，小國神社的名稱是來自相對於大本宮杵築大社（出雲大社）而來的美稱，自古以來又另有兩個別稱，分別是指等待祈願的許當麻知神社以及指心想事成的事任神社，也有說法認為是小國就如山形縣西置賜郡小國町和熊本縣阿蘇郡小國町等散見日本各地的小國一樣，是一個讚頌該地的稱呼。

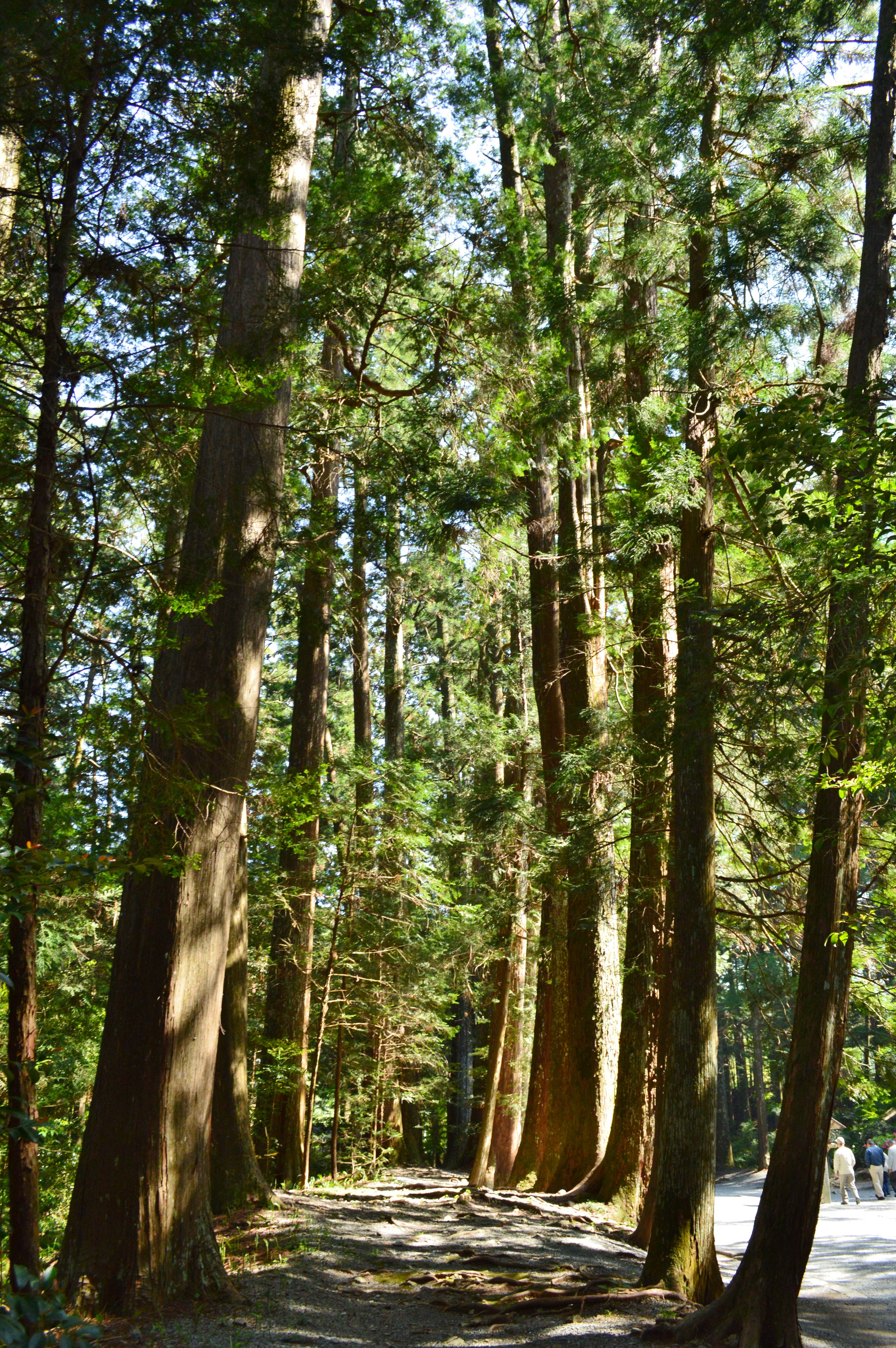
敕使參道

神社官方雖然主張在神社遷移後獲授予正一位，不過根據《續日本紀》承和7年6月24日（840年7月26日）條記載，當時無位的小國天神（小國神社）才與同樣是無位的矢奈比賣天神一同獲授予從五位下的神階，其後按《日本三代實錄》貞觀2年正月27日（860年2月22日）條記載，已經是正五位下的小國神（小國神社）與芽原河內神、從五位下鹿苑神社一同升至從四位下，其後按同書貞觀16年2月23日（874年3月15日）條記載，小國神與苅原河内神一同升至從四位上。根據《古事類苑》引述《遠江國風土記傳》記載，神社在延喜7年（907年）重新修葺成古風，而在延長5年（927年）成立的《延喜式神名帳》中則是式內小社。
永保2年10月17日（1082年11月9日），根據《朝野群載》「神祇官移」記載，神祇官補任清原則房為小國社神主，翌年8月27日（1083年10月11日），遠江守藤原惟信發出補任則房為小國宮司職的國符。其後，按《中右記》永長2年9月38日（1097年11月4日）條記載，實譽對自己被免去小國社神宮寺別當一事提告。永萬元年（1165年）6月，根據《神祇官諸社年貢注文》（平安遺文3358號）記載，神社上繳八丈絹五匹作為年貢。關於神社作為一宮的描述，最早見於文曆2年2月13日（1235年3月3日），收錄於由金澤文庫藏大集經文集紙背文書內的《藤原家貞和藤原源次郎起請文》（鎌倉遺文4727號），當中記載了「當國鎮守小國一宮」，鎌倉時代後期之後神社所在地以及周邊一帶就稱為一宮。另一方面，雖然收錄於《中山文書》內大治2年11月13日（1127年12月18日）的《祝部高行讓狀》（平安遺文2111號）也有「遠江國一宮」的記載，不過那是指笠原莊一宮高松社（現高松神社）。神社的社領是一宮莊，少貳貞經在建武3年2月5日（1336年3月18日）將一宮莊太田鄉內一藤名的地頭職位讓給其子少貳資經，他在正平7年1月16日（1352年2月2日）獲足利尊氏安堵其亡父貞經的一宮莊領地。其後，根據永享4年12月2日（1432年12月24日）的《御前落居紀錄》記載，室町幕府安堵武藤用定的一宮莊代官職位，自此武藤就在草谷的香勝寺附近設置居館以便管治。根據《遠州周智郡一宮紀錄》記載，面積達360町，範圍涵蓋上鄉、下鄉、薗田鄉、太田鄉和天宮鄉。
元龜2年5月13日（1571年6月5日），根據收錄於《蓮華寺文書》內的《延曆寺別當代等聯署狀》記載，延曆寺請求德川家康歸還蓮華寺領以及一宮寺務職予蓮華寺，同年8月7日（8月27日），正親町天皇也發出同樣意思的綸旨予家康。翌年9月22日（1572年10月28日），根據收錄於《小國神社文書》內的《德川家康願文寫》記載，德川氏的目代武藤刑部串通武田氏，神社也被武田軍佔領，神主鈴木重勝在神社的社殿、樓門以及迴廊放火，從而趕走武田軍，並且投靠德川氏，家康亦奉納願文和太刀至神社，祈求能夠擊敗武田信玄。天正3年（1575年）之後，家康念在其有功而重建神社的本殿、拜殿、迴廊和樓門。天正3年3月27日（5月7日），以鈴木重勝為願主，阿部正勝和本多重次為奉行，祈求家康武運長久等的「小國一宮鹿薗大菩薩社」建成，重勝的子孫也得已在江戶時代世襲神主的職位。根據收錄於《舊鈴木左近家文書》，天正18年（1590年或1591年）12月的《豐臣秀吉朱印狀寫》記載，當時神社的社領是594石6斗，神社人員除了神主外，還有社僧、宮仕、禰宜和八乙女等等，總共100人。慶長8年8月27日（1603年10月2日），根據《古事類苑》引述《諸寺社御朱印御條目樞要摘書》記載，神社獲家康寄進神田590石作為朱印領，面積達東西1里（約3.93公里），南北1.5里（約5.89公里），其中71石是神主領，160石是修理免，150石是神供祭免，120石是禰宜30名，40石是供僧10名，24石是宮仕6名，20石是神子神樂人，5石是惟那土器師御先拂，同年免去山林約108町的諸役。元祿10年（1698年），神社的社殿獲德川綱吉重建，寬保元年（1741年）又獲德川吉宗賜修復金400兩，並且容許神社在駿河、遠江、三河和美濃傳教。按《遠州周智郡一宮紀錄》記載，神社在延寶8年時有神主一名、禰宜32名、神樂人13名以及社僧10名，除了蓮華寺外，全數均位於宮代村，另外根據《正保鄉帳》記載，神社的社領除了宮代村外，尚有赤根村（現森町一宮）、粟倉村（現森町圓田）、草谷村（現森町草谷）、上河原村（現森町圓田）、大久保村（現森町一宮）、谷崎村（現森町一宮）以及片瀨村（現森町一宮）。根據收錄於《建部家文書》內，文政11年（1828年）的《小國神社領家數人別覺》記載，宮代村、谷崎村、赤根村、片瀨村以及大久保村的一宮領戶數是203戶，其中195戶是百姓，32戶是社家，一戶是山伏，總共895人，其中857名是百姓，32名是社家，5名是僧人，一名是山伏，本社宮司是小國氏，並宮為鈴木氏。《遠州周智郡一宮紀錄》另外也收錄以源滿仲為家祖的小國氏系圖，《靜岡縣周智郡誌》則記載小國氏遠祖是清原氏，神社官方稱根據系圖，清原氏是出自於清和源氏，子孫之一的宮司小國重年為師承於本居宣長的歌人和國學者，著有和歌研究書《長歌言葉珠衣》，另一宮司小國重友則在嘉永4年（1851）寫有《萬葉集序歌抄》。另外，在禰宜家中，鈴木、佐竹、神麻、片岡、太田和土屋並稱為六老，為當時神職的中心。

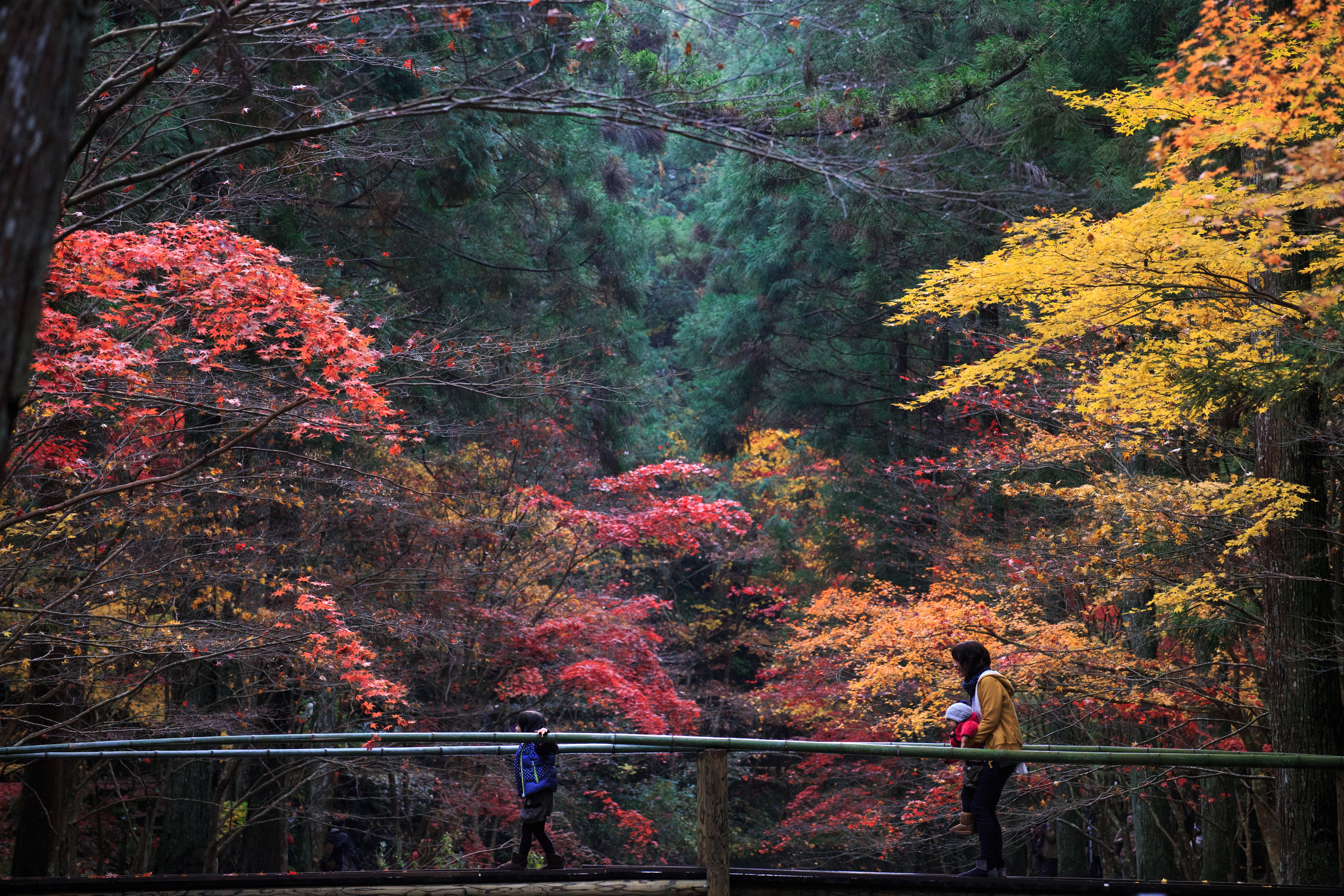
神社境內紅葉

明治4年正月5日（1871年2月23日），根據太政官布告第四號（即上知令），神社將部分土地轉讓予一宮村，不過神社周邊的土地及後又獲發還，境內面積目前有約300000坪（約991735.54平方），同年5月14日（7月1日），根據太政官布告第二百三十五號「官社以下定額及神官職員規則等」，神社成為國幣小社，1882年3月毀於火災，其後在1886年重建，本殿則獲政府資助重建，現在是神社本廳的別表神社。近年来，多位日本皇室成员、前成员、国会议员于此神社参访或举办活动：2003年9月14日，秋篠宮文仁親王和其妃紀子一同參拜了神社；2006年11月8日，神宮祭主池田厚子參拜了神社；2017年4月29日，高圓宮妃久子出席在神社舉行的「高圓宮家根付收藏品展」的儀式並發表演說；2020年12月7日，立憲民主黨的眾議院議員小山展弘在神社舉行婚禮。2021年11月10日，神社在事隔45年完成更換本殿的屋頂後，將神體遷回本殿。

## 祭神和建築

### 祭神和攝末社
- 全國一宮等合殿社
- 宗像社
- 八王子社
- 鉾執社

神社的主祭神是大己貴命，保祐百業興旺、姻緣以及消災解難等等。攝末社分別有並宮、全國一宮等合殿社、宗像社、八王子社、鉾執社、飯王子社、瀧宮社、白山社、愛宕神社、本宮山奧磐戶神社、鹽井神社、山神社以及白鬚神社。首先，並宮原本位於本殿玉垣之內，由於兩者並排而稱為並宮，其結構和祭祀儀式等均自古比照本社的做法，在其毀於火災後雖然一度遷至境內社八王子社，不過在1968年時為了紀念明治100年而在原址重建，祭神是伊邪那美命、事解男命和速玉男命。其次，全國一宮等合殿社的祭神是全國一宮的37名神祇，根據《遠州周智郡一宮紀錄》記載，37名神祇原本是分散於境內各神社，不過神社在明治初期毀於火災後，在1882年合祀於八王子社，直至1989年12月才作為氏子崇敬者的守護神而建成。其三，宗像社又稱辯天社，祭神是田心姬命、田霧姬命和市杵島姫命，為女性的守護神和水神。其四，八王子社的祭神是國狹槌命和五男三女神。其五，鉾執社是以歷代奉仕於神社的神職人員為祭神。其六，飯王子社的祭神是保食神，以前遠江橫須賀每年不是乾旱就是長期下雨，導致農作物失收，當地居民後來一同參拜神社，並且獻豆，後來神諭傳至村長的夢裡，指只要將社殿朝橫須賀方向，並且將保食神稱作飯王子社來供奉的話，自然就五穀豐收，居民就依從指示，據稱自此橫須賀就再沒有失收的情況。其七，瀧宮社的祭神是須佐之男命。其八，白山社的祭神是菊理比賣命，據傳以前是位於大杉樹下。其九，愛宕神社的祭神是彥火火出見命，為保祐母子平台、育兒以及防火的神祇。其十，本宮山奧磐戶神社的祭神是大己貴命的荒魂，為神社的奧宮，位於神社以北約六公里處，相對高度511米的本宮山上，亦是神社的舊址。其十一，鹽井神社的祭神是鹽筒老命，神社旁邊有一口鹽井，其鹽水據傳也可以治療腸胃，並且用作辟邪，在明治以前的大祭舉行前七日，神職人員就會參拜神社，並以鹽水淨化身心，明治時則是在舞樂舉行前的一天，神職人員等到此以鹽水辟邪，另外在古時發生水災缺少鹽分的時候，人們也會取這裡的鹽水來使用，神職人員也會以鹽水來烹調神饌。此外，鹽水據傳對牛馬也有益，以前也有不少人特意拿一升瓶來取鹽水，鹽井以西的山中亦有一個稱為水晶池的池塘，據傳以前曾經在那裡發現水晶。其十二，山神社的祭神是大山祇神，為神澤地區的守護神。最後，白鬚神社的祭神是猿田彥尊，位於粟倉村（現圓田），猿田彥尊據傳小國神社鎮座於此地時的嚮導神，1875年合祀至八雲神社，1990年9月8日分祀，1994年11月7日才回歸為神社的末社。

### 神社建築
- 一之鳥居
- 二之鳥居
- 左前方為舞殿
- 神幸所

神社的本殿是大社造，正面寬3間1尺5寸（約5.91），高4丈3尺（約13.03），檜皮葺屋頂，本殿後方有一個東西直徑21米，高1.5米，缺少南面部分的半圓形經塚，1885年時為了重建毀於火災的本殿而削去了部分墳丘，出土了三個銅製經筒，而裝有經筒的土師質容器則寫有「仁安3年9月18日」（1168年10月20日）的銘文，另外也出土了兩面鏡和一把曲刀等推測為12世紀後期的文物，現在與其他文物以及祭祀用具放在寶藏內。本殿外圍是邊長20間的檜皮葺透塀。另外，幣殿內有祭典用的神饌台以及祝詞座，現在與舉行各種祭典以及婚禮的拜殿雖然已經合二為一，不過以前是分開的獨立建築，拜殿正面寬5間2尺5寸（約9.85），長3間1尺5寸（約5.91），歇山頂檜皮葺屋頂，拜殿有祭典時就在神德殿祈禱，大己貴命供奉於此，兩殿間有除方位用的御靈砂。此外，神饌殿是烹調神饌以及釀造古式神酒的地方，其前方為真名井，其井水用於祭祀以及釀造古式神酒。另外，田遊神事和十二段舞樂則在舞殿舉行，舞樂舍則用於奏樂。社殿建築以外，尚有建於1969年4月18日，由伊勢神宮大宮司坊城俊良揮毫神社匾額的明神鳥居一之鳥居、原址為樓門的二之鳥居、敕使參道、神幸所和手水舍等等。

## 祭事
神社主要的祭事是田遊神事和十二段舞樂。1960年4月15日，田遊神事以「小國神社的田遊」名義獲指定為靜岡縣無形民俗文化財，2007年3月7日獲指定為選擇無形民俗文化財。十二段舞樂在1952年10月29日獲指定為選定無形文化財，1962年獲指定為靜岡縣無形文化財，1975年12月8日以「小國神社的舞樂」的名義獲指定為選擇無形民俗文化財，1982年1月14日與山名神社天王祭舞樂、天宮神社的十二段舞樂以「遠江森町的舞樂」的名義獲指定為重要無形民俗文化財。
| 每月 | 月次祭（除了2月和4月只在1日舉行，1月只在18日舉行外，每月1日和18日） 本宮山月次祭（除了1月和5月，每月6日） |
| 1月  | 初祈禱祭、歲旦祭和初詣（1月1日） 日供始祭（1月2日） 元始祭、追儺祭、田遊祭和田遊神事（1月3日） 本宮山例祭（1月6日） 神明宮參拜（1月7日） 手釿始祭（1月11日） 歲德燒（元宵節後的星期日） 八王子社例祭和御弓始祭（1月17日） 寒之丑之日水汲祭（寒中丑日） 厄除大祭（下旬） |
| 2月  | 節分祭和節分祭世話人祈禱祭（2月3日） 初甲子祭（立春後的甲子日） 建國祭（2月11日） 飯王子社、宗像社、白山社和鹽井神社例祭（2月15日） 祈年祭（2月18日） 天長祭（2月23日）                                                                                                 |
| 3月  | 本宮山月次祭（1月6日） 真田城趾慰靈祭和鉾執社例祭（踏入彼岸當天） 春季皇靈祭遙拜式（春分） |
| 4月  | 櫻祭（第一個星期日） 勸學祭（初旬） 杉祭和全國一宮等合殿社例祭（4月8日） 垢籬祭、舞揃和獻詠祭（中旬） 前日祭（4月17日） 例祭（4月18日） 氏子奉告祭、十二段舞樂奉奏、神幸祭、神輿渡御、獻茶祭和神子舞奉納（最接近4月18日的星期六和星期日）                               |
| 5月  | 端午祭（5月5日） 本宮山青葉祭（5月6日） |
| 6月  | 花菖蒲園開園奉告祭（6月1日） 花菖蒲祭（第一個星期日） 御田植祭（夏至） 大祓式（6月30日） |
| 7月  | 愛宕神社例祭（7月31日） |
| 8月  | — |
| 9月  | 秋季皇再祭遙拜式（秋分） 御柱祭（9月25日） |
| 10月 | 白鬚神社例祭（第二個星期日） 神嘗祭遙拜式和神嘗祭奉祝祭（10月17日） 福神像頒布式（10月18日） |
| 11月 | 七五三詣（11月1日） 明治祭（11月3日） 山神社例祭（11月7日） 七五三祝祭（11月15日） 稻祭（11月18日） 疫神齋（11月19日） 地鎮祭（11月21日） 新嘗祭（11月23日） 紅葉祭和山芋試吃會（下旬）                                                                                 |
| 12月 | 瀧宮社例祭和初穗獻納祭（12月18日） 鎮火祭（中旬） 煤拂祭（12月25日） 大祓式和除夜祭（12月31日） |

## 外部連結
- （页面存档备份，存于）
- YouTube上的頻道
- （页面存档备份，存于）（靜岡縣神社廳（日语：神社庁））
- （页面存档备份，存于）（全國一之宮巡拜會）
- （页面存档备份，存于）
- YouTube上的（森町觀光協會）
- YouTube上的
- 靜岡放送
  - YouTube上的
  - YouTube上的
  - YouTube上的
  - YouTube上的
  - YouTube上的
- 森町
  - YouTube上的
  - YouTube上的
  - YouTube上的